# Siriné Doucouré
Pour les articles homonymes, voir Doucouré.
Siriné Doucouré, né le 8 avril 2002 à Nogent-sur-Marne en France, est un footballeur international malien qui évolue au poste d'avant-centre au FC Lorient. Il possède également la nationalité française.

## Biographie

### En club

#### Débuts et formation
Né à Nogent-sur-Marne, Siriné Doucouré grandit dans la ville de Fontenay-sous-Bois dans le Val-de-Marne, où il commence le football à l'âge de 5 ans. Il se fait repérer par le Paris FC à 13 ans. C'est à 16 ans qu'il intègre le centre de formation de La Berrichonne de Châteauroux avant de signer son premier contrat professionnel avec ce même club en 2020.

#### La Berrichonne de Châteauroux (2020-2022)
Siriné Doucouré dispute ses premières minutes dans le monde professionnel lors d'un déplacement à Valenciennes en Ligue 2, où il remplace son coéquipier Ilyas Chouaref à la 82e minute de jeu. Défaite 1 à 0 de son équipe. Il vit sa première titularisation lors d'une réception de Pau lors de la 10e journée de Ligue 2. Les castelroussins s'inclinent alors 3-0. Le jeune attaquant se fait remarquer lors d'un match contre le FC Chambly Oise après être entré en jeu à la 65e minute à la place de Prince Ibara. Il inscrit alors un doublé en plus d'une passe décisive en 35 minutes permettant à son équipe de s'imposer 4 à 0. Malheureusement, Siriné vit une fin de saison compliquée, contraint de se faire opérer à la suite d'une blessure au genou droit mettant ainsi fin à sa saison. D'autant plus que son club est relégué en National pour la saison à venir, en terminant bon dernier au classement de Ligue 2. Il faut attendre le 3 septembre 2021 pour que le franco-malien retrouve les terrains, après une entrée en jeu à la 68e minute à la place de Nolan Roux lors d'un match de National contre le Stade briochin (0-0). Il joue au total 16 matchs (dont 8 titularisations) et inscrit 3 buts et 2 passes décisives lors de la saison 2021-2022 de National. Son équipe termine 5e au classement synonyme d'échec à la remontée en Ligue 2.

#### FC Lorient (2022-)
Grâce à ses performances prometteuses avec Châteauroux, Siriné Doucouré est recruté par le FC Lorient le 2 septembre 2022 pour 4 ans, club évoluant en Ligue 1. Il joue ses premières minutes dans ce championnat lors d'un match à Ajaccio, remplaçant l'unique buteur du match Dango Ouattara à la 83e minute de jeu. Il joue au total seulement 15 matchs (dont 12 en Ligue 1) à l'issue de la saison 2022-2023 en n'ayant disputé aucun match en tant que titulaire à cause de la forte concurrence à son poste. Il n'inscrit aucun but mais délivre malgré tout une passe décisive lors d'un match contre l'ES Troyes AC (2-2). C'est lors d'un match contre l'OGC Nice à la 2e journée de Ligue 1 de la saison 2023-2024 que l'attaquant inscrit son premier but avec les merlus après un match nul 1-1. Sa performance incite donc Régis Le Bris, le coach lorientais, à le titulariser pour la première fois avec le club breton lors du match suivant contre le LOSC Lille. Les merlus s'imposent sur le score de 4 à 1 et Siriné Doucouré délivre une passe décisive pour Julien Ponceau lors de ce même match.

##### Prêt au VAFC (2024)
Siriné Doucouré est prêté au Valenciennes Football Club, évoluant en Ligue 2, le 1er février 2024 jusqu'au terme de la saison. En concurrence avec Mathias Oyewusi, Andrew Jung ou encore Nick Venema, il parvient à s'attirer la confiance d'Ahmed Kantari qui en fait un de ses titulaires. Le 13 avril 2024, l'entraîneur franco-marocain effectue un triple changement dès la 26e minute lors de la réception de Pau (32e journée, défaite 1-4). Doucouré fait partie des joueurs sortis. À la suite de cet évènement, il perd sa place de titulaire. Il conclut son aventure dans le Nord avec 13 apparitions en Ligue 2, dont 8 titularisations, sans avoir trouvé le chemin des filets.

#### Prêt au Stade lavallois (2024-)
Il est à nouveau prêté le 24 août 2024, toujours en Ligue 2, mais cette fois au Stade lavallois pour la saison 2024-2025. Le 20 septembre 2024, il délivre deux passes décisives sur la pelouse du Red Star (5e journée, victoire 0-3).

### En sélection nationale
Le 2 janvier 2024, il est retenu dans la liste des vingt-sept joueurs maliens sélectionnés par Éric Chelle pour disputer la Coupe d'Afrique des nations 2023.

## Statistiques
| Saison                | Club                   | Championnat           | Championnat | Championnat | Championnat | Coupe(s) nationale(s) | Coupe(s) nationale(s) | Coupe(s) nationale(s) | Total | Total | Total |
| Saison                | Club                   | Division              | M.          | B.          | P.d.        | M.                    | B.                    | P.d.                  | M.    | B.    | P.d.  |
| 2020-2021             | LB Châteauroux         | Ligue 2               | 12          | 2           | 1           | 1                     | 0                     | 0                     | 13    | 2     | 1     |
| 2021-2022             | LB Châteauroux         | National              | 16          | 3           | 2           | 1                     | 0                     | 0                     | 17    | 3     | 2     |
| 2022-2023             | LB Châteauroux         | National              | 3           | 0           | 0           | -                     | -                     | -                     | 3     | 0     | 0     |
| Sous-total            | Sous-total             | Sous-total            | 31          | 5           | 3           | 2                     | 0                     | 0                     | 33    | 5     | 3     |
| 2022-2023             | FC Lorient             | Ligue 1               | 12          | 0           | 1           | 3                     | 0                     | 0                     | 15    | 0     | 1     |
| 2023-2024             | FC Lorient             | Ligue 1               | 11          | 1           | 3           | -                     | -                     | -                     | 11    | 1     | 3     |
| Sous-total            | Sous-total             | Sous-total            | 23          | 1           | 4           | 3                     | 0                     | 0                     | 26    | 1     | 4     |
| 2023-2024             | Valenciennes FC (prêt) | Ligue 2               | 13          | 0           | 0           | 3                     | 1                     | 0                     | 16    | 1     | 0     |
| 2024-2025             | Stade lavallois (prêt) | Ligue 2               | 21          | 1           | 2           | 4                     | 0                     | 0                     | 25    | 1     | 2     |
| Total sur la carrière | Total sur la carrière  | Total sur la carrière | 88          | 7           | 9           | 12                    | 1                     | 0                     | 100   | 8     | 9     |